# Wildewiese
Wildewiese ist ein kleiner Ort mit rund 90 Einwohnern im Sauerland, am westlichen Rande des Hochsauerlandkreises, eingemeindet in die Stadt Sundern (Sauerland). Der Ort ist namensgebend für den Wildewiese-Homert genannten Hauptkamm des Homertrückens, auf dem er in einer Höhe von über 500 Metern liegt.

## Skigebiet

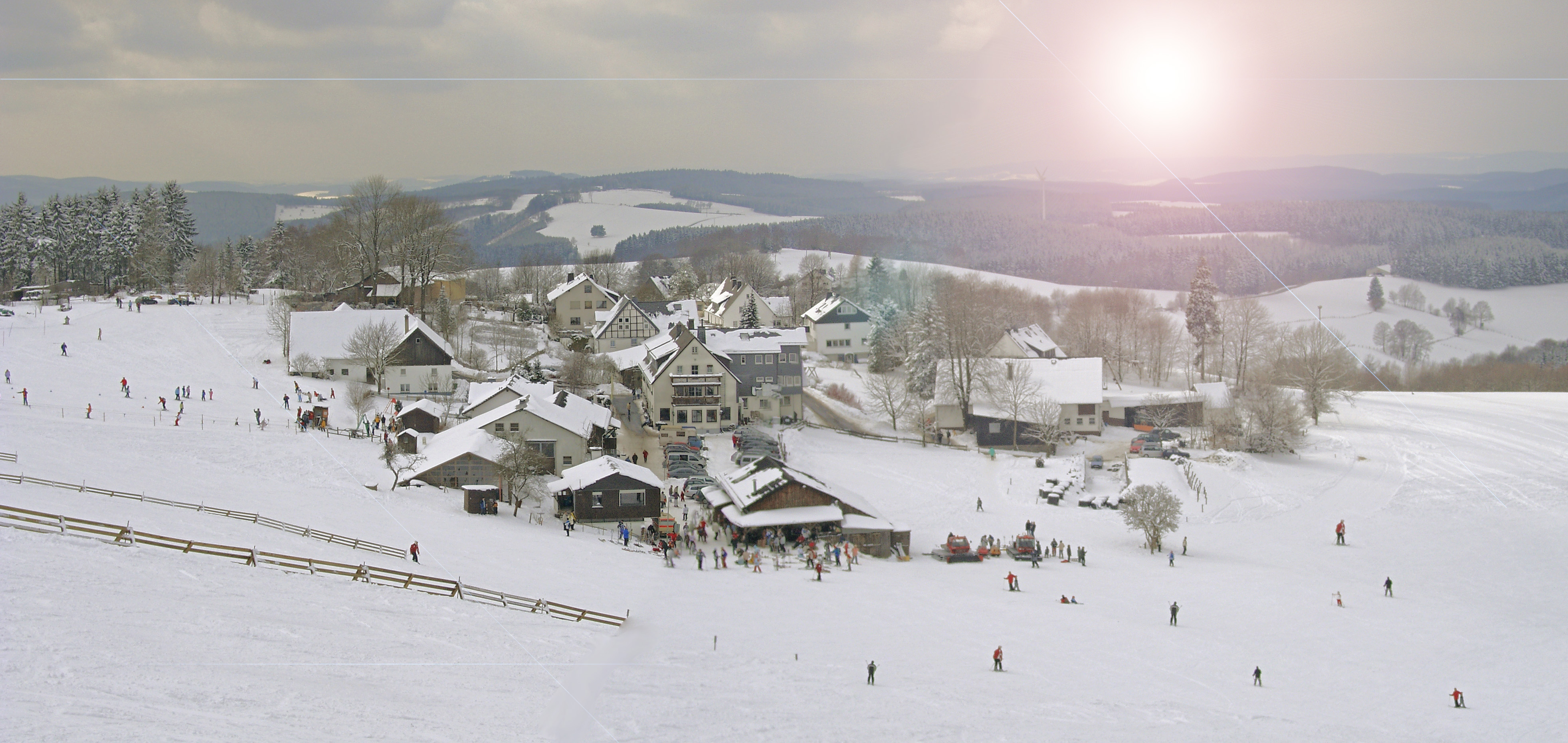
Winterpanorama Wildewiese (2006)

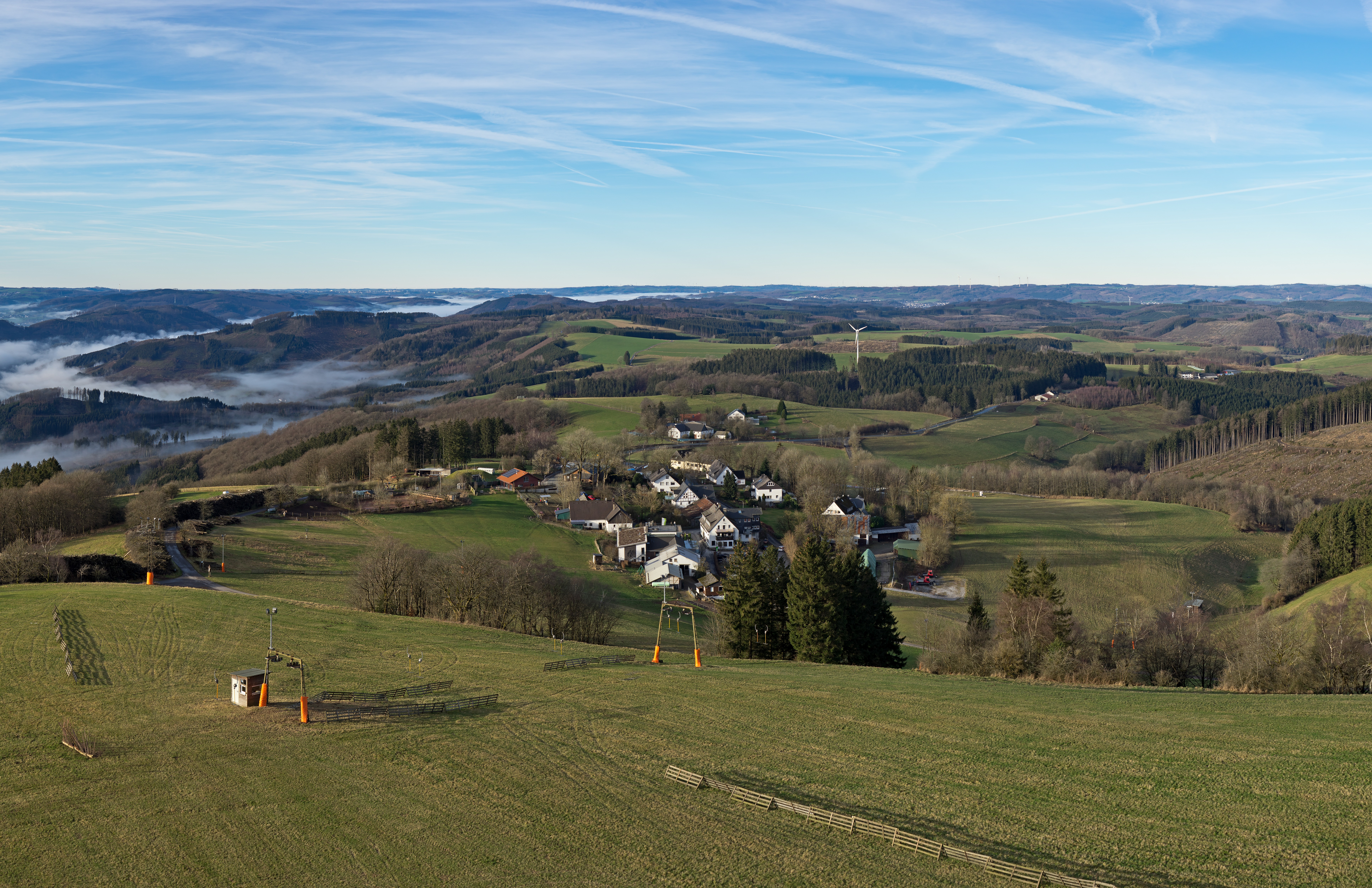
Blick auf Wildewiese vom Schombergturm Ende Dezember 2024

Wildewiese wurde in neuerer Zeit vor allem bekannt durch sein Wintersportgebiet auf 540 bis 645 Metern Höhe mit fünf Skiliften, mehreren leichten bis mittelschweren Skipisten von 100 bis 1200 Metern Länge sowie mehreren gespurten Skilanglaufloipen.
Vom Schombergturm, dem Aussichtsturm des angrenzenden 648 Meter hohen Schombergs etwa 175 Meter südsüdwestlich des Berggipfels (⊙) ist bei klarem Wetter eine Fernsicht bis ins über 50 km entfernte Münsterland möglich.

## Geschichte
Im Gebiet um Wildewiese wurde bereits in der frühen Neuzeit, evtl. auch schon früher reger Bergbau betrieben.
Die Gemeinde Wildewiese wurde am 1. Januar 1832 durch Ausgliederung aus Schönholthausen neu gebildet. Am 1. Januar 1975 wurde Wildewiese nach Sundern (Sauerland) eingemeindet.
In den Jahren 2005 bis 2006 wurde auf dem Schomberg ein 60 Meter hoher, freistehender Stahlfachwerkturm zum Betrieb von Mobilfunk-Antennen errichtet. Er dient mit seiner Aussichtsplattform unterhalb der Antennen in etwa 30 Metern Höhe zugleich als touristischer Aussichtsturm.
Weihnachten 2020 kam es wegen des zuvor gefallenen Schnees zu einem Verkehrschaos durch Hunderte Tagestouristen, die trotz der aufgrund der Corona-Maßnahmen geschlossenen Lifte und Pisten zum Winterspazieren und Rodeln nach Wildewiese fuhren. Die Stadt Sundern sperrte daraufhin die Zufahrt. Am 27. bis 30. Dezember waren sämtliche Parkplätze, Straßenränder, Einfahrten und Waldwege durch Tagestouristen aus dem Märkischen Kreis, dem Kreis Olpe, dem Ruhrgebiet und teils auch aus dem Rheinland zugeparkt.